# Lucio Caninio Gallo
Lucio Caninio Gallo (in latino Lucius Caninius Gallus; fl. I secolo a.C.) è stato un politico romano.

## Biografia
Figlio dell'omonimo uomo politico e di Antonia Ibrida Maggiore, era anche nipote del triumviro Marco Antonio, che aveva sposato la zia Antonia Ibrida Minore. Divenne console nel 37 a.C. con Marco Vipsanio Agrippa.
Viene raffigurato in alcune monete del 18 a.C. nella sua funzione di triumvir monetalis.